# Michael Müller (Politiker, 1947)
Michael Müller (* 5. Februar 1947 in Offenbach am Main) ist ein ehemaliger hessischer Politiker (FDP) und ehemaliger Abgeordneter des Hessischen Landtags.

## Ausbildung und Beruf
Müller studierte nach dem Abitur 1966 in Hanau Rechtswissenschaften an der Universität Frankfurt. Nach dem zweiten Staatsexamen im Jahr 1973 arbeitete er als Referent beim Regierungspräsidium Darmstadt, als wissenschaftlicher Mitarbeiter bei der FDP-Landtagsfraktion und als Referent im Hessischen Kultusministerium. Er ist verheiratet und hat zwei Kinder.

## Politik
Müller wurde 1972 Mitglied der FDP und war dort zeitweise Mitglied des Landesvorstandes. Er war ebenfalls Landesvorstandsmitglied der Deutschen Jungdemokraten. Nach dem Auseinanderbrechen der Sozialliberalen Koalition trat er am 30. November 1982 aus der FDP aus. Noch für die FDP war er am 2. Juli 1981 für Sibylle Engel in den hessischen Landtag nachgerückt. Am 30. November 1982 schied er aus dem Landtag aus.

## Weblink
- Michael Müller. Abgeordnete. In: Hessische Parlamentarismusgeschichte Online. HLGL & Uni Marburg, abgerufen am 2. September 2024 (Stand 28. November 2023).

| Personendaten    | Personendaten                  |
| ---------------- | ------------------------------ |
| NAME             | Müller, Michael                |
| KURZBESCHREIBUNG | deutscher Politiker (FDP), MdL |
| GEBURTSDATUM     | 5. Februar 1947                |
| GEBURTSORT       | Offenbach am Main              |